# Габисония, Валерий Борисович
Валерий Борисович Габисония (род. 29 мая 1959 года) — российский тренер по плаванию, Мастер спорта СССР, Заслуженный тренер России, тренер сборной России по плаванию с 2006 года.

## Биография
Валерий Борисович Габисония родился в городе Сухуми. С раннего детства занимался плаванием, с трёх лет научился держаться на воде. В школьные годы начал тренироваться под руководством Николая Ивановича Яхиопуло — главного тренера сборной Абхазии по плаванию. Именно он оказал решающее влияние на выбор будущей профессии. 
«Вот и я с трёх лет научился держаться на воде. А во втором классе случайно попал к тренеру Николаю Ивановичу Яхиопуло. Опоздал в кино, увидел толпу ребят и вместе с ними принял участие в отборе в секцию плавания», — вспоминал Валерий Борисович в интервью для журнала «Плавание».
Габисония — мастер спорта СССР по плаванию. В 1987–1994 годах работал детским тренером в бассейне спортивного клуба «Ижорец» в Колпинском районе Санкт-Петербурга. С 1994 года и по настоящее время работает тренером-преподавателем в Колледже олимпийского резерва № 1 Санкт-Петербурга.
За годы тренерской работы подготовил не одно поколение талантливых спортсменов, добившихся высоких результатов на российском и международном уровне. Его ученики становились призёрами Олимпийских игр, чемпионами мира, Европы, Универсиад, чемпионами России.

## Известные ученики
- Владимир Предкин -  заслуженный мастер спорта России, серебряный призёр Олимпийских игр 1996 года в эстафете 4×100 м вольным стилем, призёр чемпионатов мира, чемпион Европы.

- Вячеслав Прудников - мастер спорта России международного класса? призёр чемпионатов мира, многократный победитель и призёр этапов Кубка мира[2][3]

- Евгений Айзетуллов - мастер спорта России международного класса, победитель и призер чемпионатов Европы среди юниоров,призёр этапов Кубка мира и чемпионата мира среди юниоров.[4][3]

- Андрей Капралов - заслуженный мастер спорта России, победитель и многократный призёр чемпионатов мира, Европы, Универсиад, этапов Кубка мира.[5]

## Достижения и награды
- Заслуженный тренер России (2004).
- Отличник физической культуры и спорта.
- Многократный лауреат премии Правительства Санкт-Петербурга.[6]

## Интересные факты
- С детства увлекается музыкой: освоил аккордеон, гитару и другие инструменты.
- В юности был участником рок-группы «Опасная зона», где выступал как вокалист и соло-гитарист.
- В 1976–1979 годах играл в составе питерской джаз-рок группы «Фрам» в качестве вокалиста, гитариста и автора песен.
- До сих пор занимается музыкой — у него есть собственная студия, где он записывает композиции собственного сочинения.[1]